# Villers-Marmery

Villers-Marmery este o comună în departamentul Marne, Franța. În 2009 avea o populație de 555 de locuitori.